# ハナダカトンボ科
ハナダカトンボ科(ハナダカトンボか、Chlorocyphidae Cowley)はトンボ目均翅亜目に含まれるトンボの群である。基本的にはカワトンボ形のトンボであるが、翅が長い割に胴が短く、止まったときに腹部末端が翅の端に届かない。また、頭部の額が前に突き出して、鼻が高いように見える。体色は様々で、特に熱帯域では色鮮やかなものが多い。幼虫はカワトンボ類のヤゴとしては体が短く、また尾鰓が三枚でなく、中央が欠けた一対となっている。
主として山間の渓流域に生息する。
東アジアから東南アジア、アフリカまで、それにオセアニアの一部を含む地域に17属116種ほどが知られる。
日本ではハナダカトンボ属の二種が知られるのみであるが、これはこの群の分布域の最東北端に位置する。